# 유발 (상산왕)
상산왕 유발(常山王 劉勃, ? ~ ?)은 중국 전한의 황족·제후왕으로, 상산왕이다. 상산헌왕 유순의 아들이다.

## 행적
어머니 수왕후가 아버지의 총애를 받지 못했다. 아버지가 병이 들어 심해지자 총애하는 희첩들에게 시중을 들게 했는데, 이 때문에 어머니가 질투하여 곧 관사로 떠났고 자신도 아버지에게 올려지는 약을 맛보지도 않았고 병상을 지키지도 않았으며 아버지가 죽고서야 그 자리에 왔다.
낭이 찾아와서 아버지에게서 아들로 여겨지지 않은 서형 유탈과 아버지의 서자들에게 재물을 나눠주도록 권했으나 듣지 않고, 왕이 되었다. 이 때문에 유탈의 원한을 사, 유탈은 한나라에서 보낸 사신에게 새 왕이 아버지를 모시지 않았고 아버지가 죽자 간음·음주·박희·격축·여자들과 수레 타기·성을 돌며 시장 다니기·옥에 들어가 죄수 보기를 했다고 말했다.
한나라에서는 대행 장건을 보내 심문하고 증인들을 사로잡으려 했고, 유발은 이들을 숨겼다. 관리가 체포하려 하자 사람을 보내 매로 치고 한나라에서 잡아가둔 죄수들을 멋대로 풀어주었다. 유사가 유발과 수왕후를 주살하도록 청하자, 무제는 수왕후가 무도하고 유발에게는 좋은 스승이 없었다며 거절했다. 유사는 유발을 왕위에서 내쫓아 방릉으로 일가를 유배보내라 했고, 이것은 승인되었다. 결국 유발은 왕이 된 지 몇 달 만에 폐위되었고, 상산국은 폐지되었다.
나중에 황제가 상산을 멸국한 것을 불쌍히 여겨 상산왕의 두 아우를 왕으로 봉해, 유평은 상산군의 일부를 받고 상산헌왕의 가계를 이어 진정왕이 되었고 유상은 동해군의 일부를 받아 사수왕이 되었다.